# Нисисоноги (уезд)
Нисисоноги (яп. 西彼杵郡 Нисисоноги-гун) уезд расположен в префектуре Нагасаки, Япония, к северу от города Нагасаки.

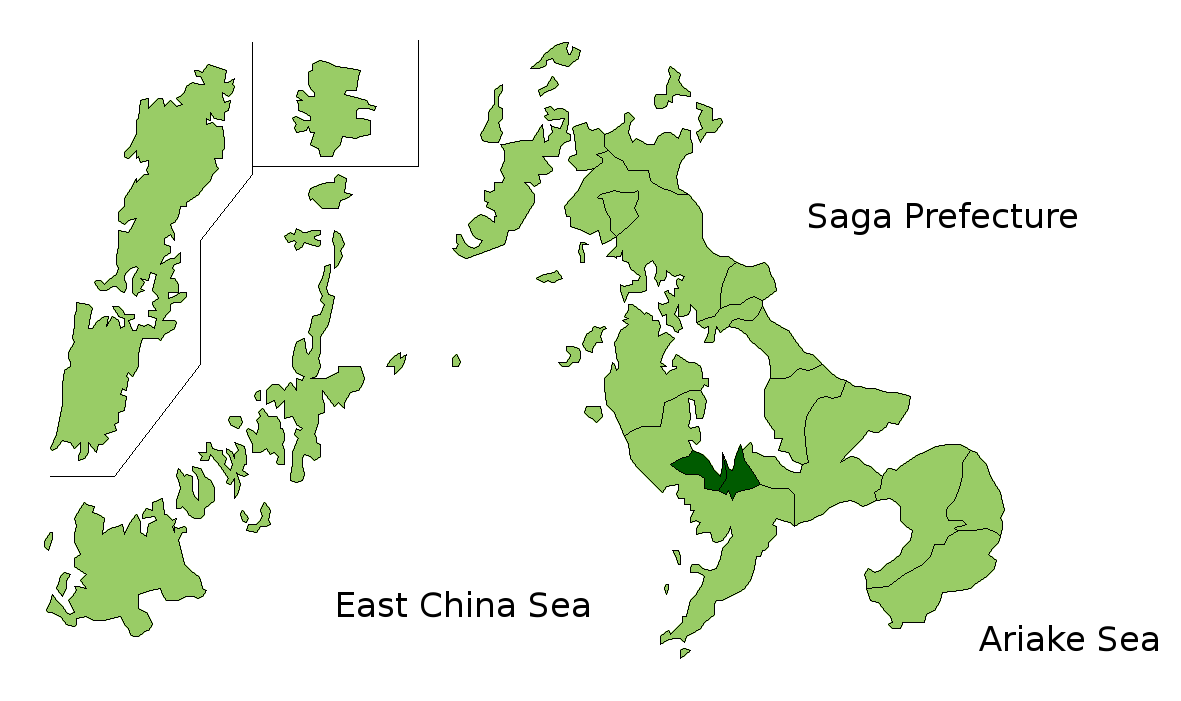
Расположение уезда Нисисоноги в префектуре Нагасаки.

По оценкам на 1 апреля 2017 года, население составляет 72,351 человек, площадь 49.67 км², плотность 1,460 человек / км².

## Посёлки и сёла

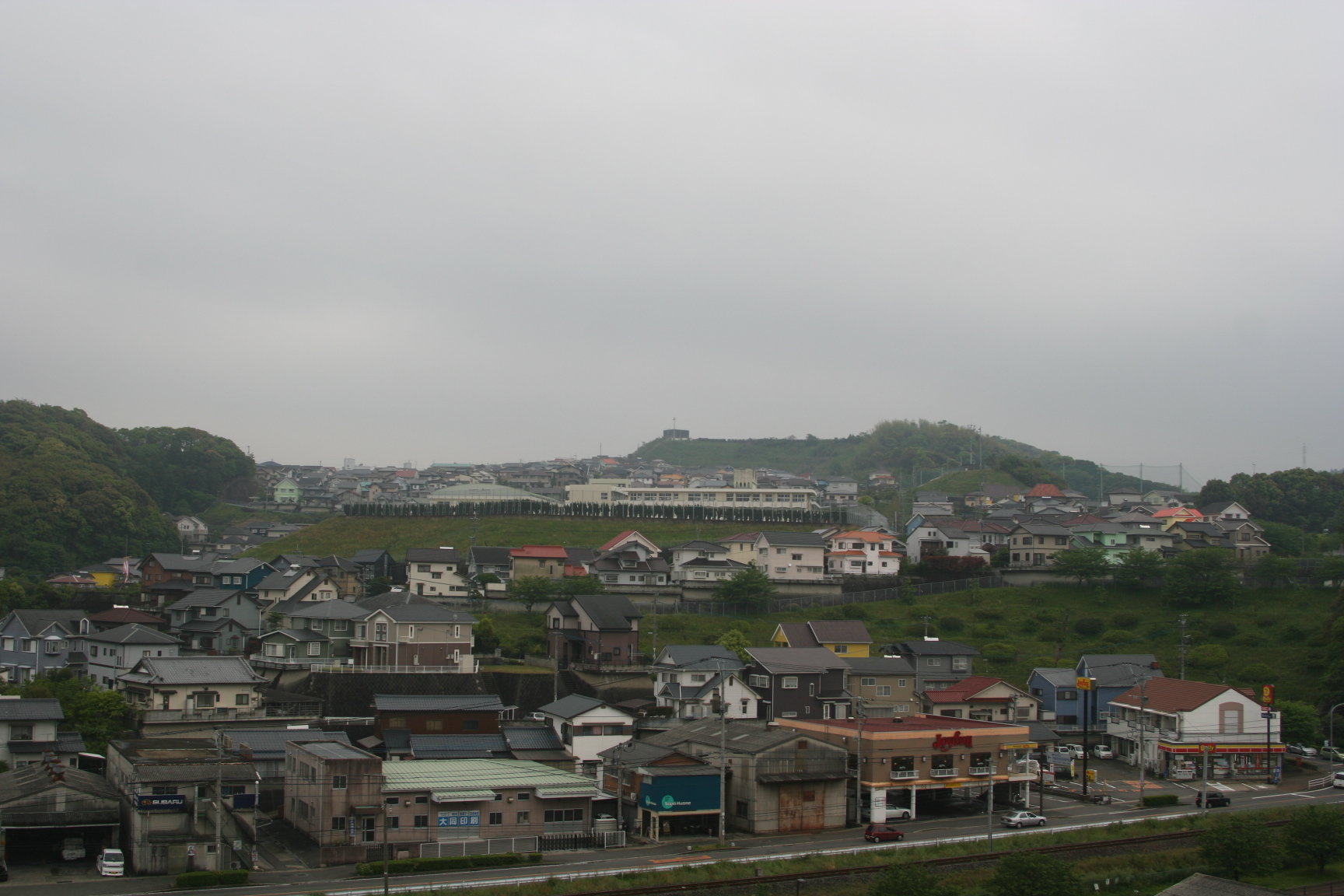
Нагаё

- Нагаё
- Тогицу

## История

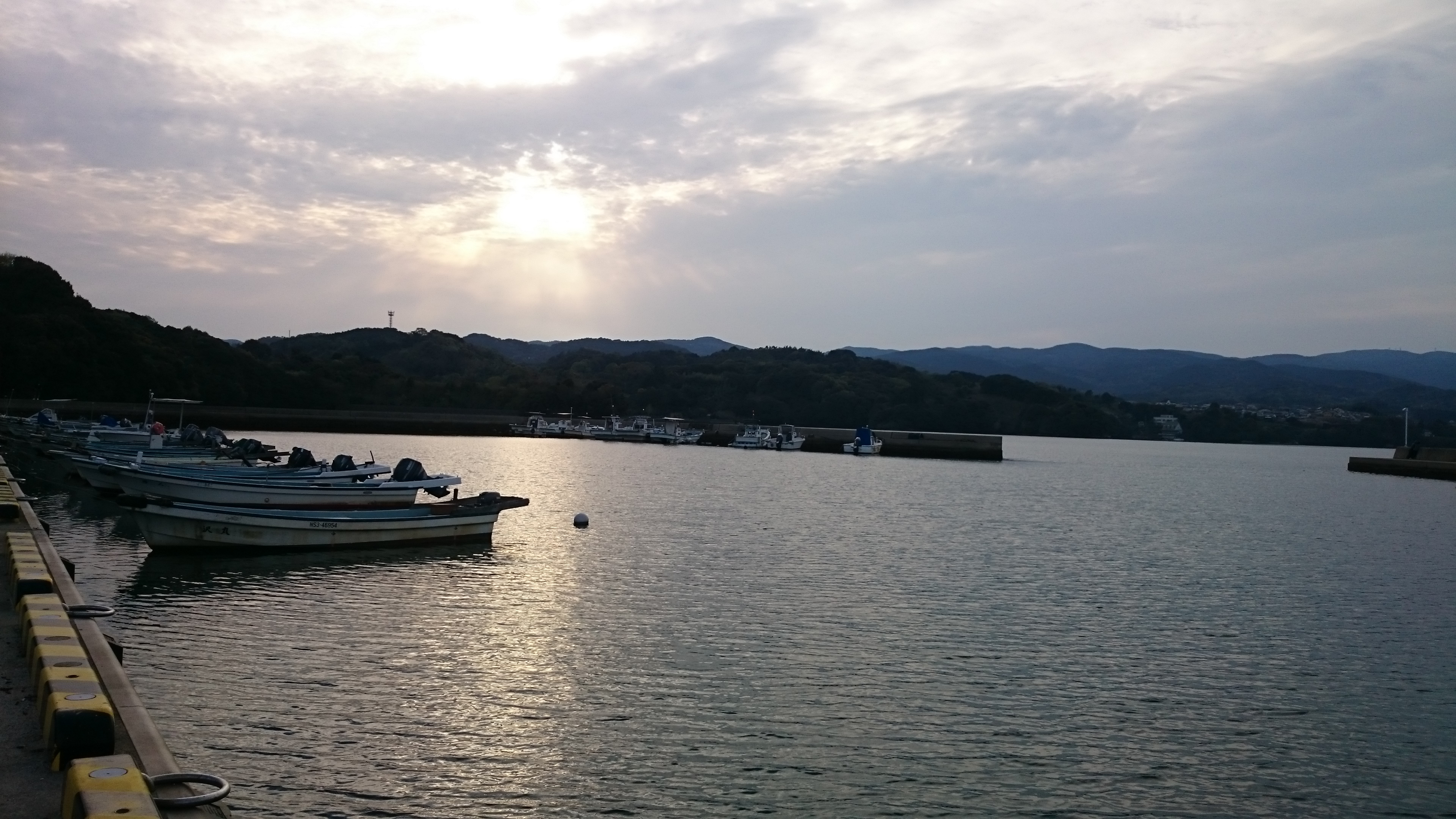
Тогицу

Уезд Нисисоноги был образован в качестве административной единицы в 1878 году. Тогда в него входили, помимо Нагаё и Тогицу:
- часть города Нагасаки (за исключением Тоиси, Камитоиси, Фунаиси, Накадзато, Кога и районов к востоку от Мацубара)
- часть города Исахая
- город Сайкай.

Полуостров Нисисоноги также ранее входил в этот уезд. 

## География
Уезд Нисисоноги располагается к северу от города Нагасаки.